# 彦涵
彦涵（1916年7月23日—2011年9月26日），原名刘宝森，江苏连云港人，中国版画家、艺术教育家，中央美术学院教授，中国美术家协会原常务理事。